# باري فولكنير
باري فولكنير (بالإنجليزية: Barry Faulkner)‏ هو رسام أمريكي، ولد في 12 يوليو 1881 في كين في الولايات المتحدة، وتوفي في 27 أكتوبر 1966.